# Taishanhua
Taishanhua is het dialect dat oorspronkelijk alleen in het gebied Taishan, Jiangmen, Volksrepubliek China werd gesproken. Door emigratie naar Hongkong, Verenigde Staten, Australië en Canada heeft het dialect zich ook daar verbreid.
- Sino-Tibetaanse talen
  - Chinese talen
    - Kantonees
      - Siyihua
        - Taishanhua

## Dialectgebied
Taishanhua werd oorspronkelijk alleen in het gebied Taishan gesproken. De eerste groep Chinese migranten, die aan het einde van de Qing-dynastie in Canada en de VS kwamen, kwamen oorspronkelijk uit dit gebied. Zo werd het Taishanhua daar de belangrijkste omgangstaal tussen de Chinese immigranten. In de jaren 80 van de vorige eeuw werd Volksrepubliek China democratischer door Deng Xiaoping. Hierdoor werd het makkelijker om vanuit China naar andere landen te migreren. De vele arme Mindongnezen uit de provincie Fujian kwamen in de Verenigde Staten en andere landen terecht. Hierdoor verliest het Taishanhua steeds meer terrein in de VS en wordt Fuzhouhua een steeds belangrijkere omgangstaal tussen de Chinezen.

## Klanken
- a (亚)
- i (衣)
- u (肚)

- ai (矮)
- ei (地)
- ao (倒)
- êu (抖)

- ia (爷)
- iao (妖)

- iu (优)
- ua (躲)

- uai (蔼)
- ui (对)

- am (暗)
- iam (压)
- im (音)
- m (五)
- an (单)
- ên (典)
- ang (等)
- dông (党)
- ong (栋)
- in (因)
- iang (央)
- uan (安)
- un (顿)

- ab (鸭)
- iab (叶)
- ib (邑)
- ad (押)
- uad (夺)
- êd (的)
- id (一)
- ud (突)
- ag (握)
- iag (约)
- ôg (恶)
- ug (屋)

## Enkele woorden die verschillen van Standaardmandarijn
- haar op het hoofd=头毛
- regenen=落水
- water koken=滚水
- spiritus=火水
- een mens die overgewicht heeft=人肥
- handschoen=手袜
- toilet=粪堆
- zon=热偷
- hij/zij=佢
- zij (meervoud)=屐
- dit/deze=该个
- dat/die=宁个
- daar=宁穷
- deze (meervoud)=该呢
- welke (meervoud)=哪福
- hoeveel?=几多
- hoe?=几何
- wat?=勿话
- waarom?=几解
- man=大个佬
- kind=细民仔
- jongetje=男仔
- meisje=女仔
- alleenstaande man=散仔
- oude man=老民公